# Darko Čeferin
Pour les articles homonymes, voir Čeferin.
Darko Čeferin est un arbitre international slovène de football, né le 11 juillet 1968 à Kranj. Débutant en 1996, il est arbitre international depuis 2000.

## Carrière
Il a officié dans une compétition majeure : 
- Championnat d'Europe de football des moins de 19 ans 2002 (3 matchs dont la finale)